# Семёнова-Тян-Шанская, Ольга Петровна
Ольга Петровна Семёнова-Тян-Шанская (1863 (28) мая, Санкт-Петербург — 12 ноября 1906 года. Санкт-Петербург) — русский этнограф, художница.

## Биография
Родилась в семье знаменитого географа Петра Семёнова-Тян-Шанского. Получила домашнее образование со сдачей в конце экзамена при гимназии на звание домашней учительницы. В 1880-е годы она училась в Рисовальной школе Общества поощрения художеств. Большую часть жизни она провела в имении отца в деревне Гремячка (сейчас находится в Рязанской области), где под его руководством приобрела большие познания в ботанике. Зимой она жила в Петербурге, подолгу жила за границей.
Её юность была омрачена самоубийством влюбленного в нее семнадцатилетнего художника К. В. Кеневича, а надежды на брак с полюбившим ее учителем рисования Н. А. Гоголинским были оборваны его неожиданной смертью. В итоге она так и не вышла замуж.
Многие годы она изучала жизнь крестьян Данковского и Раненбургского уездов Рязанской губернии, записывала их обряды, собирала их фольклор, предметы старины. Она публиковала статьи о обрядах и фольклоре в журнале «Живая старина», в 1886 году издала сборник песен Рязанской губернии, за который получала серебряную медаль Русского географического общества. Затем в соавторстве с братом Вениамином она написала этнографическое обозрение «Среднерусская черноземная область», которое было издано в 1902 году и вошло в 11-томную серию «Россия. Полное географическое описание нашего Отечества».
В 1902—1904 годах она по поручению Русского музея собрала коллекцию старинной строчевой вышивки крестьян Данковского и Раненбургского уездов, которая теперь находится в Российском этнографическом музее.
Её наблюдения за жизнью крестьян были использованы ею для написания книги «Жизнь „Ивана“: очерки из быта крестьян одной из черноземных губерний», которая была издана уже после её смерти в 1914 году.
Ольга Петровна была также художницей-пейзажистом, её акварели и пейзажи хранятся в Рязанском художественном музее и Рязанском историко-архитектурном музее-заповеднике.
Она умерла рано, в возрасте 43 лет. Похоронена на Смоленском кладбище в Санкт-Петербурге.